# Jack Samani
Jack Samani (7 maggio 1979) è un ex calciatore salomonese, di ruolo centrocampista.

## Carriera

### Nazionale
Ha debuttato in Nazionale il 13 aprile 2000, in Isole Salomone-Papua Nuova Guinea (4-2), gara in cui ha messo a segno una rete. Ha partecipato, con la Nazionale, alla Coppa d'Oceania 2000, alla Coppa d'Oceania 2002 e alla Coppa d'Oceania 2004. Ha collezionato in totale, con la maglia della Nazionale, 28 presenze e 6 reti.

## Palmarès

### Club

#### Competizioni nazionali
- Campionato papuano di calcio: 3

Hekari United: 2006, 2007-2008, 2008-2009

#### Competizioni internazionali
- OFC Champions League: 1

Hekari United: 2008-2009